# Файловий ввід/вивід мови C
Файловий ввід/вивід мови C — це розділ мови C про роботу з файлами за допомогою спеціальних функцій, доступ до яких надає заголовний файл <stdio.h>  через їхні прототипи.
У середовищі Unix, з якого бере свій початок C, файл розглядається як неперервна послідовність байтів, кожен з яких може бути прочитаний окремо. Це відповідає структурі, яку використовує і мова C. Система вводу/виводу мови C використовує поняття потоку — абстракцію, яка дозволяє програмісту працювати з файлом. Потоки є двох видів: текстовий — послідовність символів, бінарний — послідовність байтів.

## Використовуваний типFILE[2]
FILE — це структура, в якій зберігається інформація про файл: його ім'я, статус, поточне положення курсору та інші. Вказівник файлу представляє собою вказівник на цю структуру. Він описує файл. У деякій літературі також вживається термін дескриптор файлу.
Приклад оголошення вказівника файлу:
```
FILE
 
*
myFile
;

```

## Використовувані макроси
| Макрос    | Значення                                             |
| --------- | ---------------------------------------------------- |
| NULL      | Нульовий вказівник, еквівалентний 0                  |
| EOF       | Кінець файлу, рівний -1                              |
| FOPEN_MAX | Кількість файлів, які можуть бути відкриті одночасно |

## Відкриття та закриття файлу за допомогою функційfopen()таfclose()[3]
Функція fopen() дозволяє відкрити файл. Першим аргументом цієї функції є рядок, який містить назву файлу, а другий аргумент — рядок режиму, у якому він повинен бути відкритий. Функція повертає вказівник файлу .
```
FILE
 
*
fopen
(
const
 
char
 
*
fileName
,
 
const
 
char
 
mode
);

```

Якщо під час відкриття файлу виникне помилка, то повертається NULL.
| Режим | Опис |
| ----- | --- |
| r     | Відкрити файл для читання |
| w     | Створити пустий файл для запису. Якщо такий файл вже існує, то його вміст стирається                                                                                                |
| a     | Дописати дані у кінець файлу. Створення нового файлу, якщо вказаний не існує |
| r+    | Відкрити файл для читання і запису. Файл повинен існувати |
| w+    | Створити пустий файл для читання і запису. Якщо такий файл вже існує, то його вміст стирається                                                                                      |
| a+    | Відкрити файл для читання і запису з додавання даних у кінець існуючого файлу, або створення нового пустого файлу. Читати можна весь файл, але добавляти дані можна тільки у кінець |
| rb    | Відкрити бінарний файл для читання |
| wb    | Створити бінарний файл для запису |
| ab    | Додати інформацію в кінець бінарного файлу |
| r+b   | Відкрити бінарний файл для читання і запису |
| w+b   | Створити бінарний файл для читання і запису |
| a+b   | Додати інформацію у кінець бінарного файлу, або створити бінарний файл для читання і запису                                                                                         |

Функція fclose() закриває потік, раніше відкритий функцією fopen(). Помилка, яка може виникнути при закритті файлу, може спричинити втрату даних чи знищення файлу .
```
int
 
fclose
(
FILE
 
*
filePointer
);

```

filePointer — вказівник файлу, отриманий з функції fopen().

Приклад:
```
#include
 
<stdio.h>
 // для функцій роботи з файлами

int
 
main
()
 
{

	
FILE
 
*
myFile
 
=
 
fopen
(
"example.txt"
,
 
"r"
);
 
// відкриття файлу для читання

	

	
if
 
(
myFile
 
==
 
NULL
)
 
{
 
// перевірка на помилки

		
printf
(
"Error!
\n
"
);

		
return
 
-1
;

	
}

	
fclose
(
myFile
);
 
// закриття файлу

	
return
 
0
;

}

```

## Читання і запис[6]

### Функціїfputc()таfgetc()
Функція fputc() використовується для запису символу.
```
int
 
fputc
(
int
 
symbol
,
 
FILE
 
*
filePointer
);

```

Функція fgetc() використовується для читання символу.
```
int
 
fgetc
(
FILE
 
*
filePointer
);

```

Коли, при читанні символів, досягається кінець файлу, функція fgetc() повертає значення EOF.

Приклад:
```
#include
 
<stdio.h>
 // для функцій роботи з файлами

int
 
main
()
 
{

	
FILE
 
*
myFile
 
=
 
fopen
(
"example.txt"
,
 
"a+"
);
 
// для читання і запису

	
char
 
symbol
;

	
if
 
(
myFile
 
==
 
NULL
)
 
{
 
// перевірка на помилки

		
printf
(
"Error!
\n
"
);

		
return
 
-1
;

	
}

	
// почергове зчитування символів

	
do
 
{

		
symbol
 
=
 
fgetc
(
myFile
);

		
putchar
(
symbol
);

	
}
 
while
 
(
symbol
 
!=
 
EOF
);

	
printf
(
"
\n
Enter some symbol: "
);

	
scanf
(
"%c"
,
 
&
symbol
);

	
fputc
(
symbol
,
 
myFile
);
 
// запис символу

	
fclose
(
myFile
);
 
// закриття файлу

	
return
 
0
;

}

```

### Функціїfputs()іfgets()
Функція fputs() записує в потік filePointer рядок, на який вказує перший аргумент str. При виникненні помилки повертає EOF.
```
int
 
fputs
(
const
 
char
 
*
str
,
 
FILE
 
*
filePointer
);

```

Функція fgets() зчитує рядок заданої довжини length, або поки не зустріне символ переходу. Повертає вказівник на введений рядок в разі успішного виконання, або NULL у разі помилки. 
```
int
 
*
fgets
(
char
 
*
str
,
 
int
 
length
,
 
FILE
 
*
filePointer
);

```

Приклад:
```
#include
 
<stdio.h>
 // для функцій роботи з файлами

int
 
main
()
 
{

	
FILE
 
*
myFile
 
=
 
fopen
(
"example.txt"
,
 
"a+"
);
 
// відкриття для запису і читання

	
if
 
(
myFile
 
==
 
NULL
)
 
{
 
// перевірка на помилки

		
printf
(
"Error!
\n
"
);

		
return
 
-1
;

	
}

	
// зчитування рядка

	
char
 
data
[
100
];

	
fgets
(
data
,
 
100
,
 
myFile
);

	
printf
(
"%s"
,
 
data
);

    
// запис рядка у файл

	
char
 
str
[
100
];

	
char
 
symbol
;

	
unsigned
 
i
 
=
 
0
;

	
printf
(
"
\n
Enter some string: "
);

	
for
 
(;
 
((
symbol
 
=
 
getchar
())
 
!=
 
'\n'
)
 
&&
 
(
i
 
<
 
99
);
 
++
i
)
 
{

		
str
[
i
]
 
=
 
symbol
;

	
}

	
str
[
i
]
 
=
 
'\0'
;

	
fputs
(
str
,
 
myFile
);
 
// запис у файл

	
fclose
(
myFile
);
 
// закриття файлу

	
return
 
0
;

}

```

## Видалення файлу
Для видалення файлу використовується функція remove(), яка єдиним аргументом приймає назву файлу. У разі успішного виконання повертає 0, а в іншому випадку — значення відмінне від нуля.
```
int
 
remove
(
const
 
char
 
*
fileName
);

```